# Avampiede
L'avampiede è la porzione anteriore del piede, nell'uomo e in alcuni animali, che comprende le ossa metatarsali (I, II, III, IV, V) e le falangi delle dita (prossimali, intermedie e distali). Il I dito non possiede la falange intermedia. L'avampiede si colloca anteriormente al mesopiede, formato da scafoide (o navicolare), dal cuboide e dai 3 cuneiformi: il mesopiede a sua volta è posto anteriormente al retropiede, formato invece da astragalo (o talo) e dal calcagno.

## Patologie
È la sede di alcune patologie, come alluce rigido, alluce valgo e neuroma di Morton. Deformità gravi dell'avampiede, come nel caso di Neuro-osteoartropatia di Charcot particolarmente diffusa nei soggetti diabetici, possono essere corrette mediante artroscopia.